# 新西兰签证政策
除非是以下人士，任何外国人前往新西兰必须出示签证才能入境：
- 该国已签订免签证协议，且为该国护照持有人
- 澳大利亚公民或永久居民（根据环塔斯曼旅游协议（英语：Trans-Tasman_Travel_Arrangement））
- 联合国通行证持有人
- 根据其他条文（部队，游轮乘客和机组人员，海员等），可豁免签证。
- 亞太經合組織商務旅遊證（APEC 卡）持有者[1]

所有访客的护照有效期不得少于1个月。访客必须出具资产证明才能入境，根据规定，每人需要携带现金1000新西兰元/月，若已经预定酒店，则每人只需携带现金400新西兰元。所有访客在出境前，需要出示有效证件。
从2018年7月4日起，新西兰全是实施电子签证，但签证持有者可以通过填写INZ 1023申请表付费贴签，费用为130新西兰元。

## 電子旅行授權(NZeTA)

新西兰签证政策：
新西兰
澳大利亚（无限期免签）
6个月免签证（NZeTA）
3个月免签证（NZeTA）

以下国家/地区的公民（护照持有人）可以以免签证的形式入境新西兰，但從2019年10月1日起，新西蘭政府規定來自免簽證國家或地區的旅客必須在前往新西蘭前申請電子旅行授權（NZeTA）。：
| - 欧盟公民1 2 3 \| - 安道尔 - 阿根廷 - 巴林 - 巴西 - 加拿大 - 智利 - 香港4 - 冰島 - 以色列 - 日本 \| - 科威特 - 列支敦斯登 - 澳門5 - 马来西亚 - 模里西斯 - 墨西哥 - 摩納哥 - 挪威 - 阿曼 - 圣马力诺 \| - 沙烏地阿拉伯 - 塞舌尔 - 新加坡 - 瑞士 - 臺灣6 - 阿联酋 - 英国 7 - 美国8 - 乌拉圭 - 梵蒂冈 \| |                                                                                                |                                                                                             |
| - 安道尔 - 阿根廷 - 巴林 - 巴西 - 加拿大 - 智利 - 香港4 - 冰島 - 以色列 - 日本 | - 科威特 - 列支敦斯登 - 澳門5 - 马来西亚 - 模里西斯 - 墨西哥 - 摩納哥 - 挪威 - 阿曼 - 圣马力诺 | - 沙烏地阿拉伯 - 塞舌尔 - 新加坡 - 瑞士 - 臺灣6 - 阿联酋 - 英国 7 - 美国8 - 乌拉圭 - 梵蒂冈 |

免签证不适用于医疗居留。

1. ^  爱沙尼亚、拉脱维亚和立陶宛非公民护照持有人需要办理签证。
2. ^  限2006年1月1日之后签发的希腊护照持有人。
3. ^  葡萄牙护照持有人需要具有永居葡萄牙的权利。
4. ^  香港居民可使用香港特别行政区护照或英国国民（海外）护照。[6]
5. ^  澳门居民只能使用澳门特别行政区护照。
6. ^  须持有载有中华民国国民身分证号码的中华民国护照的公民。

1. ^   英国公民和具有居英权的英国护照持有人可免签证入境180天。

1. ^  包括美国的国民。

### 未來變化
從2025年11月起，持有效的澳大利亞遊客、工作、學生或家庭簽證從澳大利亞出發的中國遊客將能夠使用NZeTA前往紐西蘭長達3個月。
這不包括過境澳大利亞的人，申請人仍然需要滿足NZeTA的其他要求。
這項計畫將試用12個月。

## 过境免签
任何人过境少于24小时，不离开机场过境区，则不需要过境签证。以下人士具有过境免签资格：
- 具有免签资格的外国公民
- 下一个目的地为澳大利亚
- 以下国家的公民均具有过境免签资格：巴哈马、百慕大、玻利维亚、哥伦比亚、哥斯达黎加、厄瓜多尔、印尼、基里巴斯、马绍尔群岛、密克罗尼西亚、瑙鲁、帕劳、巴拿马、巴布亚新几内亚、巴拉圭、秘鲁、菲律宾、萨摩亚、所罗门群岛、泰国、汤加、图瓦卢、瓦努阿图和委内瑞拉。[9]

## 库克群岛
所有前往库克群岛的公民（无论国籍），均可以免签证入境停留31天。以旅游为目的入境的，则停留期限可延长至6个月。

## 纽埃
所有前往纽埃的公民（无论国籍），均可免签证入境停留30天。